# Zvenigorod
Zvenigorod (rusko Звени́город) je mesto v Moskovski oblasti v zahodni Rusiji. Leta 2010 je imelo približno 16.000 prebivalcev.

## Zgodovina
Ime mesta izhaja bodisi iz osebnega imena (Zvenislav, Zvenimir), bodisi iz hidronima (reke Zvineč, Zvinjaka, Zveniga); v ljudski etimologiji izhaja iz »mesta zvenečih zvonov«.
Skupnost je obstajala od 12. stoletja, čeprav je bila prvič omenjena okrog leta 1339 v oporoki moskovskega velikega kneza Ivana I., v kateri pravi: »Tako predajam svojemu sinu Ivanu: Zvenigorod, Kremčino, Ruzo...« V zgodovinskih zapisih ali analih (rusko letopis) je Zvenigorod prvič omenjen okrog leta 2382, kmalu po tem, ko je Tohtamiš požgal Moskvo in po poti uničil več mest, vključno z Zvenigorodom.
Zvenigorod (zgodovinsko Zvenigorod-Moskovski) je eno od najstarejših mest moskovske regije. Arheološki podatki kažejo na obstoj utrjenega naselja na mestu današnjega Zvenigoroda v drugi polovici 12. ali na začetku 13. stoletja. Več študij trdi, da je Zvenigorod leta 1152 ustanovil Jurij Dolgoroki.
Leta 2003 je bilo k Zvenigorodu priključenih več naselij: mesto Blagodat, vas Vvedenskoje (del), vas Djutkovo, naselje Lucinskoje šosse, naselje Poreški sanatorij, naselje Zvenigorodski sanatorij, postaja Djutkovo in vas Šihovo.
Leta 2005 je z vladno reformo občina mesta Zvenogoroda prejela status urbanega rajona, in mesto Zvenigorod je postalo del le-tega. Leta 2010 so bile prilagojene meje urbanega rajona.
Do leta 2010 je imel Zvenigorod status zgodovinskega naselja, toda z ukazom ministrstva za kulturo Ruske federacije z 29. julija 2010 št. 418/339 je mesto ta status izgubilo. Zdaj je v gradnji unikatni arheološki kompleks z večnadstropnimi stanovanjskimi zgradbami: Vostočni, Južni in Supenovo.
Leta 2017 je mesto prejelo častni naziv »Naselje vojaške hrabrosti«.
Na koncu leta 2018 so do 10. januarja 2019 načrtovali združitev urbanih rajonov Zvenigoroda in Odincovega v novo enotno občino – Odincovski (Odincovo-Zvenigorodski) urbani rajon, toda pozneje, sredi decembra je bila po poročanju Novije Izvestija ta točka umaknjena z agende Moskovske regionalne dume in 17. januarja 2019 je bil osnutek ponovno objavljen na spletni strani Moskovske dume in na zasedanju dume so sprejeli tri branja naenkrat in 25. januarja 2019 je bil združitev uveljavljena s 5. februarjem 2019. Od tega trenutka je bil Zvenigorod del Odincovskega urbanega rajona. 9. aprila 2019 je bil Odincovski rajon kot upravno-teritorialna enota ukinjen in namesto njega je bilo oblikovano mesto Odincovo s podenoto mestom Zvenigorodom.